# Serra Leoa nos Jogos Olímpicos de Verão de 1968
A Serra Leoa competiu nos Jogos Olímpicos pela primeira vez nos Jogos Olímpicos de Verão de 1968 na Cidade do México, México.